# Tris Acatrinei
Amélie Acatrinei-Aldea, dite Tris Acatrinei, est une spécialiste en cybersécurité et autrice franco-roumaine née en 1984. Elle est la créatrice et l’animatrice du Projet Arcadie, qui suit les activités des parlementaires français.

## Biographie
Tris Acatrinei est née le 9 octobre 1984. Elle est diplômée en droit et passionnée par les technologies numériques.
Elle fait ses débuts professionnels en octobre 2011 comme community manager pour l'Hadopi, la Haute autorité pour la diffusion des œuvres et la protection des droits sur internet. Farouchement opposée à l'institution avant d'y entrer, elle relate son expérience difficile et l'échec du projet en publiant Hadopi : plongée au cœur de l’institution la plus détestée de France en septembre 2013 après en avoir démissionné.
Tris Acatrinei rejoint l'équipe de l'homme politique Xavier Bertrand en 2013 pour s'occuper de sa communication numérique.  
En 2015, elle lance le Projet Arcadie, un répertoire des députés et sénateurs français.
Depuis novembre 2018, le site répertorie tous les partis politiques créés à partir de 1988.
En mars 2019, elle publie avec le journaliste indépendant Nicolas Quénel un rapport sur « l’activité réelle des députés » où ils scrutent les activités de cent députés à l'Assemblée nationale française et révèlent leurs stratégies pour gonfler leurs statistiques de participation au travail parlementaire,.
Elle anime depuis octobre 2016 le blog Zapping décrypté sur ZDNet où elle s’intéresse à la sécurité, au hacking et à la cybercriminalité dans les fictions.

## Publications
- Hadopi : plongée au cœur de l’institution la plus détestée de France, FYP Éditions, 27 septembre 2013, 144 pages,  (ISBN 978-2364051010)[10]
- Tris Acatrinei, Le jeu des ombres: les ingérences étrangères à ciel ouvert, Tris Acatrinei, 2023 (ISBN 979-8-8712-7526-9)